# Baside

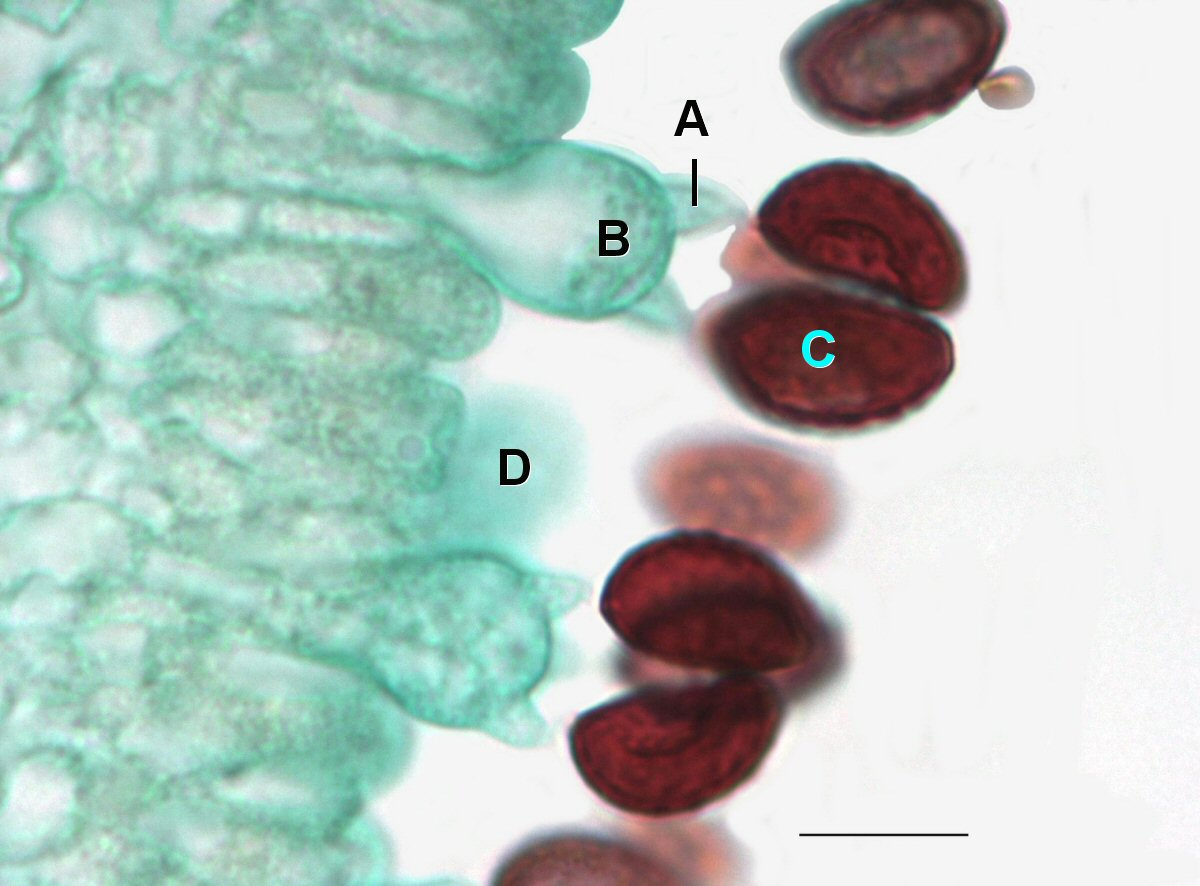
Coupe d'une lamelle de Coprinus : A=sterigmate, B=baside, C=spore, D=baside immature.
Échelle = 0.01mm.

La baside est, chez les champignons basidiomycètes (auxquels elle a donné son nom), l'organe principal de reproduction. L'ensemble des basides constitue le basidiome (synonyme : basidiocarpe), c'est-à-dire ce que l'on désigne dans le langage courant par « un champignon ».
C'est une cellule spécialisée terminée par un nombre variable de pointes (stérigmates), portant chacune une spore nommée basidiospore.
De l'accolement de ces cellules en membrane, résulte l'hyménium, dont la situation a servi de base à la division des Basidiomycètes en : Gastéromycètes, si les basides tapissent l'intérieur de cavités contenues dans le réceptacle et Homobasidiomycètes, si elles s'étendent sur des points spéciaux extérieurs du même réceptacle.

## Nombre de spores
La présence des stérigmates est constant chez les Homobasidiomycètes. Leur longueur varie. Dans la très grande majorité des cas, les stérigmates sont au nombre de quatre (parfois deux ou huit).
Les basides à une seule spore se rencontrent dans plusieurs clavaires inférieures, à deux spores chez les genres Pistillaria, Corticium, etc., à trois stérigmates dans beaucoup d'agarics, par suite de l'avortement du quatrième. Les chanterelles ont des basides à cinq, sept et huit stérigmates.

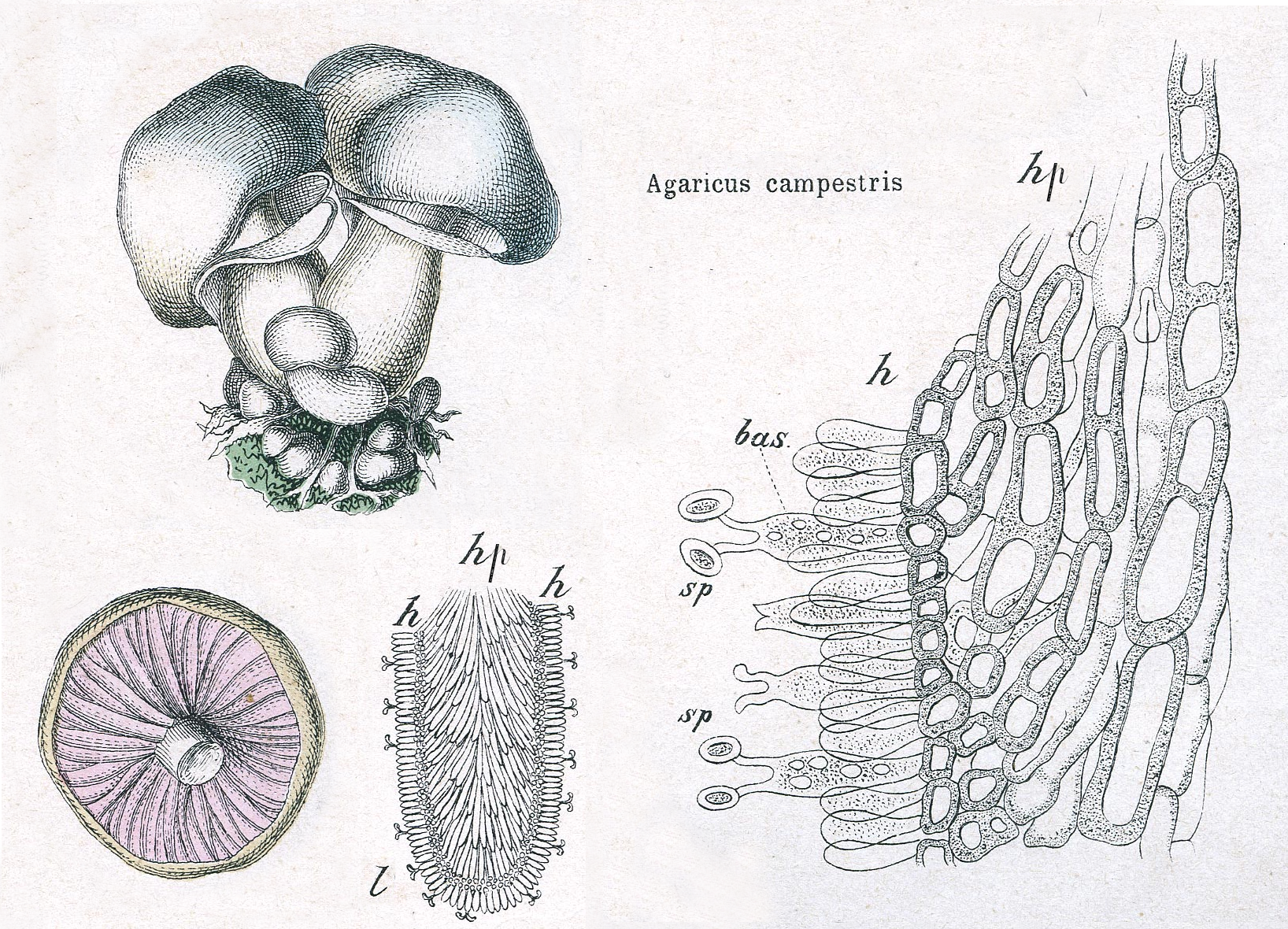
Agaricus campestris : l: lamelle ; h:hyménium ; hp : hyménophore ; bas: baside ; sp: spore.
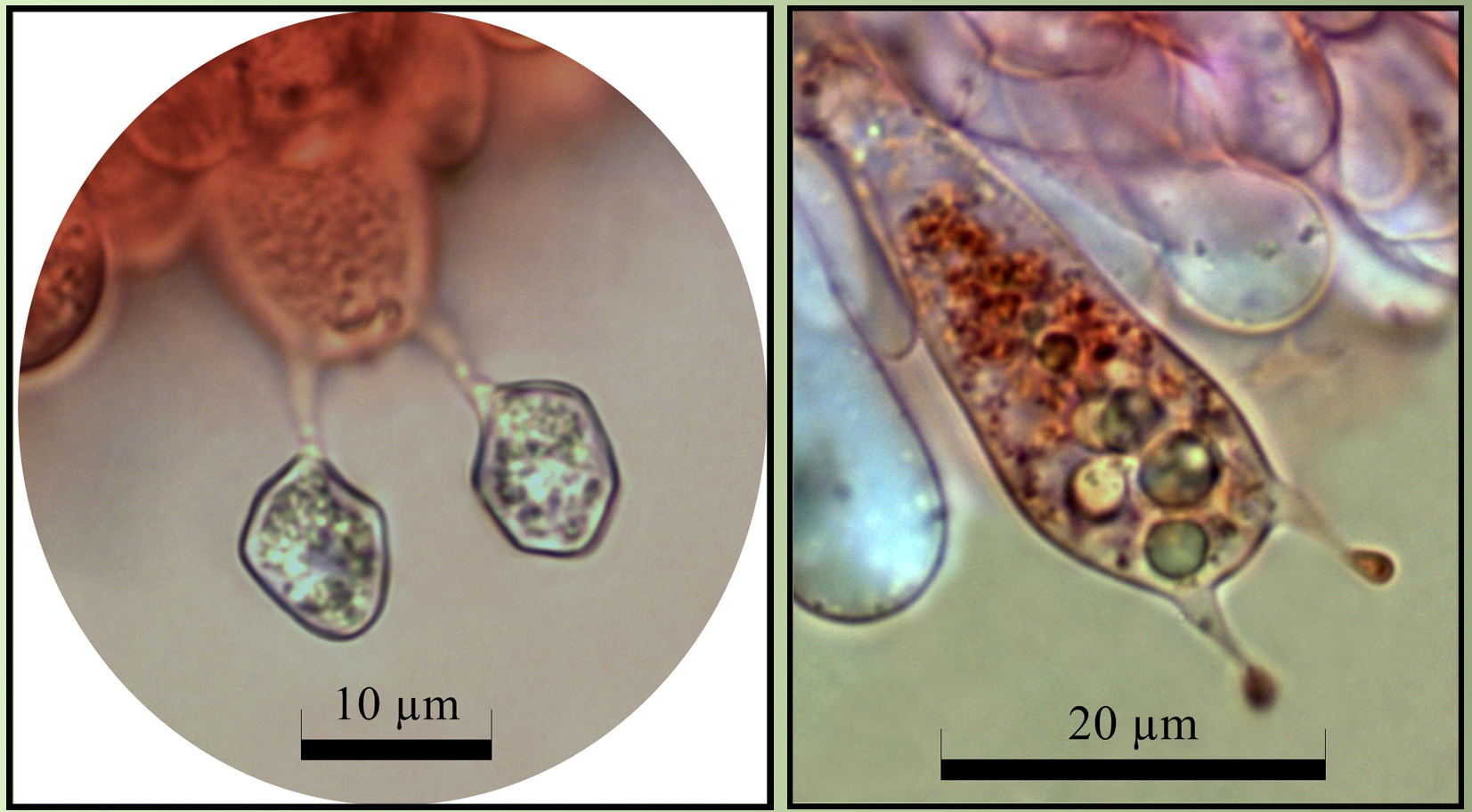
Entoloma incarnatofuscescens : Basides piriformes à largement clavées, 2 stérigmates et spores polygonales.
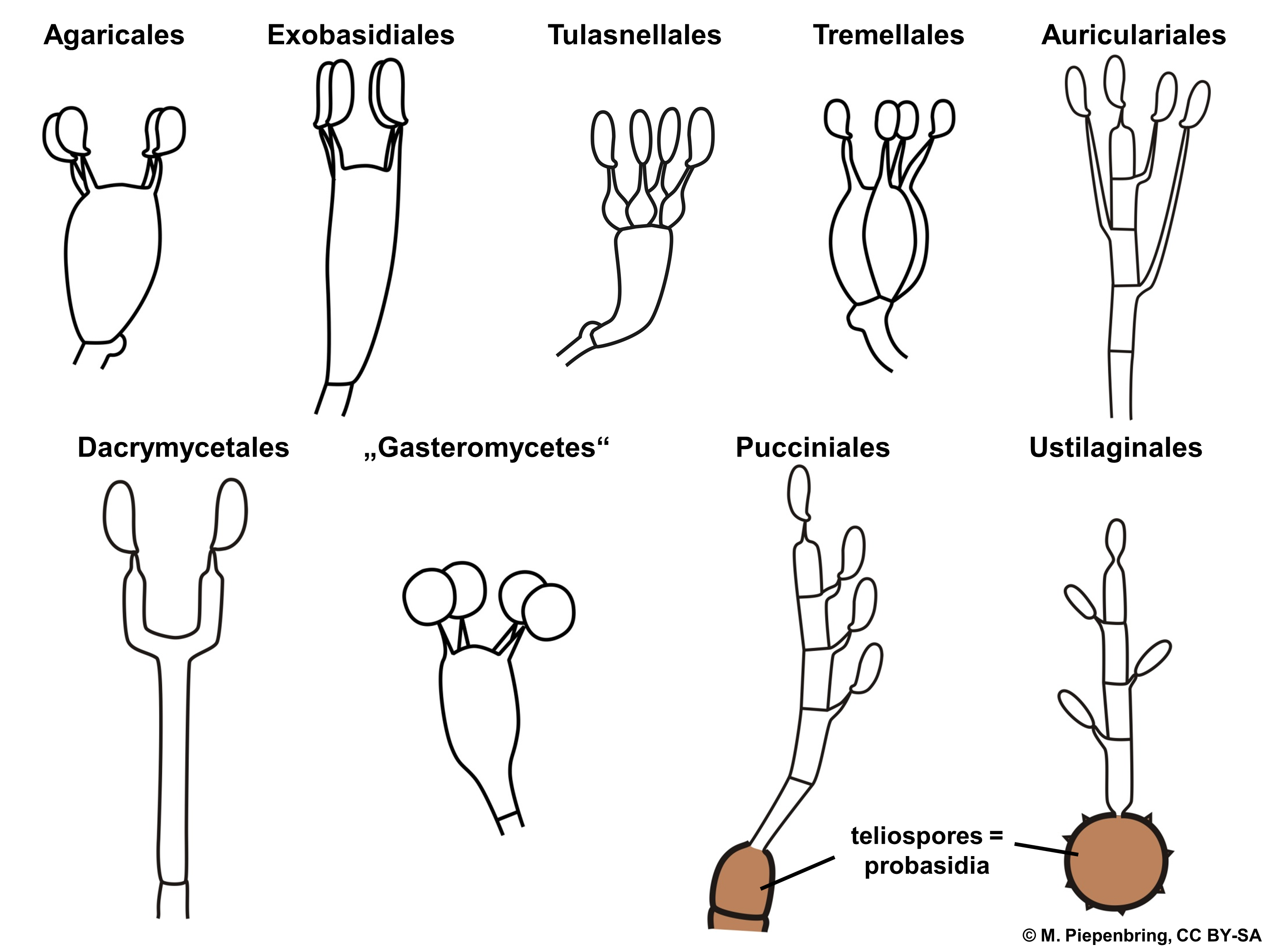
Les différents types de basides suivant l'ordre des Fungi.